# Ujun al-Atrus
Ujun al-Atrus (arab. عيون العتروس, fr. Aïoun el-Atrouss) – miasto w południowej Mauretanii, stolica regionu Haud al-Gharbi, ok. 13 tys. mieszkańców. Jest to jedno z większych miast na trasie Route de l’Espoir, łączącej Nawakszut z An-Namą. Od miasta odchodzą także drogi na południe w kierunku miejscowości Nioro w Mali oraz na północ do miasta Tamszikit. Niedaleko Ujun al-Atrus znajdują się ruiny Tirinni. Ze względu na swoje położenie na skrzyżowaniu szlaków Ujun al-Atrus pełni rolę ważnego miasta handlowego w regionie. W ostatnim czasie miasto szybko się rozrasta. Dodatkowo miasto zaczyna budzić zainteresowanie turystów ze względu na położenie u stóp masywu górskiego oraz z powodu dogodnego położenia na trasie do Mali.
W 2007 roku Ujun al-Atrus był jednym z przystanków Rajdu Dakar.